# Harry Eliad
Harry Eliad (n. 8 octombrie 1927, Craiova – d. 6 august 2012, București) a fost un actor și regizor evreu din România.

## Studii
A studiat în Craiova la Liceul Evreiesc și la Liceul Frații Buzești, după care a urmat și absolvit Conservatorul Cornetti.

## Activitatea profesională
Harry Eliad a debutat în stagiunea 1949 - 1950, la Teatrul Național din Craiova, la vârsta de 21 de ani, în piesa lui Victor Eftimiu „Înșir-te mărgărite”.
În 1953, la îndemnul lui Toma Caragiu s-a mutat la Teatrul de Stat din Ploiești unde a rămas până în 1989, întâi ca regizor și apoi ca director al teatrului. În paralel a fost și conferențiar la clasa de regie a Școlii Populare de Artă Ploiești.
În decembrie 1989 a venit la Teatrul Evreiesc de Stat din București, unde (la propunerea lui Toma Caragiu) a fost regizor și director până a murit. Aici s-a dedicat promovării culturii și teatrului în limba idiș, organizând și conducând 29 de turnee internaționale ale acestui teatru, în care a colaborat cu mari actori și regizori ai teatrelor din România, din SUA și din Germania.
Principalul său proiect, ca director al Teatrului Evreiesc de Stat, a fost „Integrala Șalom Alehem”, în cadrul căreia operele marelui clasic al literaturii idiș au fost transformate în musicaluri pe melodii folclorice evreiești, printre ele, în primul rând, spectacolele de mare succes „Vânzătorii de haloimes” și „Romanul unui om de afaceri”. Cele mai multe din aceste spectacole au fost regizate chiar de el. A mai regizat și piese aparținând unor mari autori ai dramaturgiei universale, cum sunt Anton Pavlovici Cehov și Nikolai Gogol. Ultima sa realizare fiind o spumoasă comedie după Woody Allen, „Cum se cuceresc femeile”.
Harry Eliad a scris numeroase articole și studii despre arta actorului și a regizorului. El a mai fost și prim-vicepreședinte al Fundației Culturale "Avram Goldfaden" și membru în Consiliul de Conducere al Federației Comunităților Evreiești din România.

## Distincții
A fost decorat cu Ordinul Meritul Cultural în Grad de Cavaler, în anul 2002.

## Decesul
Harry Eliad a încetat din viață la 6 august 2012 și a fost înmormântat la Cimitirul evreiesc Filantropia din București.

## Articole
- Claus Stephani: Jiddisches Theater hat hier Tradition. Gespräch mit dem Intendanten Harry Eliad in Bukarest. Arhivat în 23 septembrie 2015, la Wayback Machine. / Teatrul evreiesc aici are tradiție. Interviu cu directorul Harry Eliad. În: David. Jüdische Kulturzeitschrift (Viena), anul 19, nr. 72, apr. 2007, pag. 52-54.